# Jean-Charles Trouabal
Jean-Charles Trouabal (né le 20 mai 1965 à Paris) est un athlète français spécialisé dans le sprint.
Sur le plan professionnel, il intervient  dans le sport et auprès d'entreprises pour partager son expérience dans le domaine de la performance collective.

## Carrière
Sélectionné pour les Championnats d'Europe de Split, en 1990, Jean-Charles Trouabal remporte la médaille d'argent du 200 mètres en 20 s 31, derrière le Britannique John Regis. Aligné par ailleurs dans l'épreuve du relais 4 × 100 mètres, le Français s'adjuge le titre continental aux côtés de Max Morinière, Daniel Sangouma et Bruno Marie-Rose. L'équipe de France établit par la même occasion un nouveau record du monde de la discipline en 37 s 79.
Ce record, pris aux Américains, sera battu par leurs anciens détenteurs lors des Championnats du Monde d'athlétisme en 1991 à Tokyo, relais dont faisait partie Carl Lewis. Lors de cette course, les Français termineront à la deuxième place.
Lors des Championnats d'Europe 1994, le relais français confirmera sa grande technicité en remportant un nouveau titre à Helsinki en Finlande. 1994 est aussi l'année où Trouabal obtient un Master en administration des entreprises (CAAE) de l'Institut d'Administration des Entreprises (IAE) de Paris.
Il enseigne ensuite à l'Université d'Orsay (Paris XI), retrouve le sport professionnel en tant que préparateur physique de l'Olympique de Marseille puis de l'équipe de football de Besiktas Istanbul qui gagne à cette époque (2005-2007) deux Coupes de Turquie et monte sur le podium du Championnat à deux reprises.
Coach certifié par HEC-CESA , il est également expert dans le réseau de dirigeants de l'Association Progrès du Management (APM).

## Clubs
- Nice
- CO Les Ulis (1986-1992)
- Essonne-Athlétic (1993-1998)
- CO Les Ulis (1999-2019)
- Saint-Michel Sports (depuis 2019)

## Palmarès
- Record du Monde du 4 × 100 mètres en 37 s 79 le 1er septembre 1990.
- Champion des champions français L'Équipe (avec Bruno Marie-Rose, Max Morinière et Daniel Sangouma) en 1990.

### Championnats du monde d'athlétisme
- Médaille d'argent au relais 4 × 100 mètres des Championnats du monde d'athlétisme 1991 à Tokyo.

### Championnats d'Europe d'athlétisme
- Médaille d'or au relais 4 × 100 mètres aux Championnats d'Europe d'athlétisme 1990 à Split et record du monde à la clé.
- Médaille d'or au relais 4 × 100 mètres aux Championnats d'Europe d'athlétisme 1994 à Helsinki.
- Médaille d'argent sur 200 mètres aux Championnats d'Europe d'athlétisme 1990 à Split.

### Coupe d'Europe des nations d'athlétisme
- Vainqueur sur 200 mètres et en 4 x 100 mètres en 1991.
- 2e en 4 x 100 mètres en 1993.

### Jeux méditerranéens
- Médaille d'or au relais 4 x 100 mètres en 1993
- Médaille d'argent sur 100 mètres en 1993
- Médaille de bronze sur 200 mètres en 1987
- Médaille de bronze au relais 4 × 100 mètres en 1987

### Jeux de la Francophonie
- Médaille d'or au relais 4 × 100 mètres en 1989
- Médaille de bronze sur 200 mètres en 1989

### Championnats de France
- Vainqueur du 100 mètres en 1992, 1993 et 1994
- Vainqueur du 200 mètres à sept reprises, de 1988 à 1995

## Décorations
- Chevalier de l'ordre national du Mérite Décret du 31 décembre 2020[2]